# Каллиник (Александров)
Митрополи́т Каллини́к (болг. Митрополит Калиник, в миру Димитр Райчев Александров, болг. Димитър Райчев Александров; 12 марта 1931, село Мыглиж, Старозагорская область — 26 декабря 2016, София, Болгария) — архиерей Болгарской православной церкви, митрополит Врачанский.

## Биография
После завершении среднего образования, осенью 1947 года поступил в Пловдивскую духовную семинарию, которая с осени 1950 года была объединена с Софийской духовной семинарией и перемещена в Черепишский монастырь. В 1952 году закончил семинарский курс и поступил в Софийскую духовную академию. За время обучения в академии был певцом и регентом в столичном храме Богородицы Животворящего источника в Подуене.
В 1956 году после окончания академии был направлен певцом и регентом в Старозагорский кафедральный храм святого Димитрия, а затем был счетоводом Старозагорской епархии и ректором Старозагорского Богородицкого храма.
6 июня 1960 года в Казанлыкском монастыре принял монашеский постриг с именем Каллиник, а 10 июля того же года в Поморийской Георгиевской обители был рукоположен во иеродиакона епископом Левкийским Парфением.
В 1960—1962 годах обучался в Московской духовной академии. 7 июля 1962 года с благословения Священного Синода Болгарской Православной Церкви в Московском патриаршем Богоявленском соборе патриархом Московским и всея Руси Алексием I был рукоположен в иеромонаха. После возвращения в Болгарию, с 15 сентября 1962 года по 1 ноября 1970 года служил протосинкеллом Доростольской митрополии. 21 июня 1964 года был возведен в сан архимандрита митрополитом Доростольским и Червенским Софронием.
С 20 июля 1968 года по сентябрь 1969 года обучался в Швейцарии, в институте Боссэ, а затем в Берне и Женеве.
С 1 ноября 1970 года до 31 июля 1971 года нёс послушание игумена Рыльского монастыря.
6 августа 1971 года был назначен протосинкеллом в Сливенскую митрополию.
6 декабря 1971 года был в патриаршем Александро-Невском соборе рукоположен во епископа Величского и назначен викарием в Сливенскую митрополию.
27 октября был избран, а 10 ноября 1974 года канонически утверждён митрополитом Врачанским.
В мае 1992 году ушёл в раскол, войдя в состав самочинного «альтернативного» Синода, став одним из главных его деятелей.
По решению проходившего в Софии Всеправославного Собора 30 сентября-1 октября 1998 года, по принесении раскаяния, был принят в общение с Церковью и восстановлен на Врачанской кафедре.
17 января 2012 года государственной комиссией по раскрытию принадлежности граждан к работе на органы Госбезопасности и армейскую разведку Болгарии в коммунистический период (деятельность комиссии получила одобрение от Синода Болгарской православной церкви), были обнародованы данные, что митрополит Калиник 1 июля 1968 года был завербован сотрудником спецслужб Иваном Йордановым Йончевым и с 6 июля 1968 года проходил как агент Рилски (позднее — Велко), сотрудничавший с ОУ на МВР-Русе-ДС; ОУ на МВР-Сливен-ДС; ДС, управлением VI-III-III.. Примечателен тот факт, что одним из поводов для ухода группы болгарского духовенства в раскол были обвинения в адрес Патриарха Максима в сотрудничестве с властями. Вместе с тем, имени патриарха Максима в числе тех, чьи досье были рассекречены, не называлось.
После публикации этих данных митрополит Калиник попросил прощения у всех, чувства которых задел своим сотрудничеством со структурами госбезопасности, и сообщил, что не доносил против кого-либо и не говорил ни о ком чего-либо плохого. «Если кого-то из жителей Врачанской епархии, верующего или неверующего, я обидел, прошу прощения и молюсь перед Господом и Всечестным Крестом, чтобы я был прощён. Я соотносил свои мысли с тем, что пишет Библия. Всякая власть от Бога. Мы должны были работать синхронно с властью на благо народа».
10 июля 2013 года на чрезвычайном заседании Священного Синода назначен временным управляющим Варненской и Великопреславской епархии. С назначением Синодом митрополита Калинника временным управляющим не согласились духовенство и верующие Варненской и Великопреславской епархии. Они не допустили его в кабинет митрополита Кирилла, что вынудило митрополита Калиника просить Синод освободить его от управлений Варненской епархией. 18 июля на внеочередном заседании Синода Болгарской Православной Церкви отставка была принята.
Скончался вследствие онкологического заболевания. 28 декабря того же года Патриарх Болгарский Неофит возглавил отпевание почившего иерарха в храм святителя Николая во Враце, где почившего иерарха похоронили рядом со своими предшественниками на Врачанской кафедре: Константином, Климентом и Паисием.